# Christian Adrians
Christian Adrians (ur. 28 listopada 1955 w Osnabrück) – niemiecki szpadzista reprezentujący RFN, srebrny medalista mistrzostw świata.
Wystartował na mistrzostwach świata w Melbourne w 1979 roku, gdzie reprezentanci RFN w składzie: Alexander Pusch, Manfred Beckmann, Elmar Borrmann, Christian Adrians i Hanns Jana zdobyli srebrny medal w szpadzie drużynowej. Był to jedyny medal Adriansa wywalczony w zawodach tego cyklu.
Nigdy nie wziął udziału w igrzyskach olimpijskich.